# Maureen Caird
Maureen Caird (ur. 29 września 1951 w Cumberland, w stanie Nowa Południowa Walia) – australijska lekkoatletka specjalizująca się w krótkich biegach płotkarskich, uczestniczka letnich igrzysk olimpijskich w Meksyku (1968) i Monachium (1972), złota medalistka olimpijska z Meksyku w biegu na 80 metrów przez płotki – została wówczas (w wieku 17 lat i 19 dni) najmłodszą w historii mistrzynią olimpijską w lekkoatletyce.
Zakończyła karierę w wieku 21 lat, gdy powtarzające się bóle żołądka zostały zdiagnozowane jako nowotwór.

## Sukcesy sportowe
| Rok  | Miasto    | Zawody                                 | Konkurencja        | Wynik         |
| ---- | --------- | -------------------------------------- | ------------------ | ------------- |
| 1968 | Meksyk    | igrzyska olimpijskie                   | bieg na 80 m ppł   | złoty medal   |
| 1970 | Edynburg  | igrzyska Brytyjskiej Wspólnoty Narodów | bieg na 100 m ppł  | srebrny medal |
| 1972 | Monachium | igrzyska olimpijskie                   | sztafeta 4 × 100 m | 6. miejsce    |

- W latach 1966–1972 wielokrotna medalistka mistrzostw Australii juniorek i seniorek w biegach na 100 m, 80 m ppł, 100 m ppł, 200 m ppł oraz w pięcioboju i skoku w dal[2].
- Wielokrotna rekordzistka kraju w biegach na 80 i 100 metrów przez płotki[3].

## Rekordy życiowe
- bieg na 100 m – 11,5 – 1970
- bieg na 80 m przez płotki – 10,39 – Meksyk 1968-10-18
- bieg na 100 m przez płotki – 13,1 – Sydney 1972-02-26